# Cavatore
Cavatore (piemontiul: Cavàu) település Olaszországban, Piemont régióban, Alessandria megyében. Lakosainak száma 262 fő (2023. január 1.). Cavatore Acqui Terme, Cartosio, Grognardo, Melazzo és Ponzone községekkel határos.

## Népesség
A település lakossága az elmúlt években az alábbi módon változott:
| Lakosok száma | 295  | 286  | 262  |
|               | 2017 | 2018 | 2023 |